# Démographie des îles Caïmans
Les îles Caïmans comportent au recensement de 2010 54 397 habitants. La population estimée de 2016 est de 60 765.

## Immigration
Grâce à son succès dans les industries du tourisme et des services financiers, les îles Caïmans attirent de nombreuses entreprises internationales et un grand nombre d'expatriés travaillant aux îles Caïmans. Selon le rapport du recensement de 1999 les expatriés proviennent de la Jamaïque (8 320), du Royaume-Uni (2 392), des États-Unis (2 040), du Canada (1 562) et du Honduras (873) . 3 300 autres résidents proviennent de diverses autres nationalités. Bien que le gouvernement ne limite pas la propriété foncière étrangère, il applique des lois limitant l'immigration. Ainsi les entreprises sont tenues de réserver les offres d'emploi aux citoyens caïmanais; ce n'est qu'à défaut que l'entreprise peut embaucher des travailleurs immigrés. Les étrangers doivent avoir une offre d'emploi avant d'immigrer.

## Ethnicité
L'esclavage était moins commun aux îles Caïmans que dans beaucoup d'autres parties des Caraïbes, ce qui aboutit à une répartition plus égale des ancêtres africains et européens. Ainsi les métis représentent 40 % de la population, les Noirs et les Blancs suivent avec 20 % chacun. Les 20 % restants appartiennent à divers groupes ethniques d'immigrants.

## Source
- (en) Cet article est partiellement ou en totalité issu de l’article de Wikipédia en anglais intitulé « Demographics of the Cayman Islands » (voir la liste des auteurs).